# كاثرين برناردو
كاثرين برناردو هي عارضة ومغنية ومذيعة وممثلة فلبينية، ولدت في 26 مارس 1996 في كاباناتوان في الفلبين.

## وصلات خارجية
- كاثرين برناردو على موقع IMDb (الإنجليزية)
- كاثرين برناردو على موقع ميوزك برينز (الإنجليزية)
- كاثرين برناردو على موقع قاعدة بيانات الفيلم (الإنجليزية)